# Comune di Halsnæs
Il comune di Halsnæs (fino al 1º gennaio 2008 Frederiksværk-Hundested) è un comune danese situato nella regione di Hovedstaden. Capoluogo e sede amministrativa è la cittadina di Frederiksværk.
Il comune è stato costituito in seguito alla riforma amministrativa del 1º gennaio 2007 accorpando i precedenti comuni di Frederiksværk e Hundested. 

## Centri abitati
I centri abitati principali del comune sono:
- Frederiksværk (12 864)
- Hundested (8 538)
- Liseleje (2 470)
- Ølsted (1 932)